# 노들로
노들로는 서울특별시 영등포구 양화동 양화교와 동작구 본동 한강대교남단 교차로를 잇는 서울특별시의 도로이다. 대한민국에서 최초로 개통된 도시고속도로로, 1967년 강변1로라는 유료도로로 개통했으며 현재의 올림픽대로의 전신이라고 할 수 있다. 전 구간이 올림픽대로와 나란히 지난다.

## 연혁
- 1967년 3월 6일 : 강변1로 (영등포구 노량진동 ~ 신길동) 도로 개설 공사 착공[1]
- 1967년 8월 30일 : 강변1로 (영등포구 노량진동 ~ 신길동) 구간 개통
- 1967년 9월 10일 : 통행료 징수 개시[2]
- 1972년 11월 27일 : 강변1로를 강남4로로 명칭 변경[3]
- 1975년 5월 1일 : 통행료 인상 및 변경[4]
- 1976년 7월 16일 : 강남4로 (본동 ~ 영등포동) 구간 무료화[5]
- 1986년 7월 12일 : 한강대교 남단 ~ 양화교 8.5 km 구간을 자동차 전용도로로 지정[6]
- 1987년 10월 28일 : 강남4로를 노들길로 명칭 변경[7]
- 2014년 12월 26일 : 양화교 ~ 양화대교 남단 2.1 km 구간을 자동차 전용도로에서 해제[8]
- 2015년 7월 30일 : 양화대교 남단 ~ 한강대교 남단 6.4 km 구간을 자동차 전용도로에서 해제[9]

## 경유지
서울특별시
- 영등포구 - 동작구

## 노선
- (■) : 국도 제6호선, 국도 제48호선 및 국도 제77호선 중복 구간
- (■) : 국도 제6호선 및 국도 제77호선 중복 구간

| 이름                                           | 접속 노선                                                                                           | 소재지          | 소재지                                   | 비고                                                                                |
| 공항대로와 직결                                | 공항대로와 직결                                                                                     | 공항대로와 직결 | 공항대로와 직결                          | 공항대로와 직결                                                                     |
| ---------------------------------------------- | --------------------------------------------------------------------------------------------------- | --------------- | ---------------------------------------- | ----------------------------------------------------------------------------------- |
| 양화교 교차로 (염창 나들목)                    | 안양천로 양천로 월드컵대교(대교진입) 올림픽대로 국도 제6호선 국도 제48호선 국도 제77호선 (공항대로) | 서울특별시      | 북:강서구 남:양천구                      | 양화교 서단에 위치한 교차로로 엄밀히는 공항대로에 속한다.                           |
| 월드컵대교남단 (염창 나들목)                   | 월드컵대교(대교진출) 올림픽대로                                                                     | 서울특별시      | 영등포구                                 | 양화교 동단에 위치한 교차로. 과거 이 곳에 인공폭포가 있었음.                        |
| 성산대교남단 교차로                            | 국도 제1호선 국도 제48호선 (서부간선도로) 월드컵대교(대교진입) 올림픽대로 양평로28사길              | 서울특별시      | 영등포구                                 | 월드컵대교 진입로의 일부가 이곳에 있음. 한강공원 진입로를 통해 올림픽대로 간접 연결 |
| (이름 없음)                                    | 양평로24길                                                                                          | 서울특별시      | 영등포구                                 |                                                                                     |
| (당산초등학교)                                 | 양평로22길                                                                                          | 서울특별시      | 영등포구                                 |                                                                                     |
| 양화대교남단 교차로                            | 국도 제6호선 국도 제77호선 (선유로)                                                                 | 서울특별시      | 영등포구                                 |                                                                                     |
| (당산철교남단)                                 | 당산로                                                                                              | 서울특별시      | 영등포구                                 | 한강대교 방면만 진출입 가능                                                         |
| (이름 없음)                                    | 당산로54길                                                                                          | 서울특별시      | 영등포구                                 |                                                                                     |
| 여의하류 나들목                                | 올림픽대로 여의서로                                                                                 | 서울특별시      | 영등포구                                 |                                                                                     |
| 여의2교 교차로 (여의2지하차도)                 | 국회대로                                                                                            | 서울특별시      | 영등포구                                 |                                                                                     |
| 서울교 교차로 (노들길지하차도) (여의중류 램프) | 국도 제46호선 (경인로) 올림픽대로                                                                   | 서울특별시      | 영등포구                                 | 한강대교 방향은 영등포로터리와 연결 여의중류 램프에서 노들길지하차도 진입 불가      |
| (신길역입구)                                   | 영등포로57길                                                                                        | 서울특별시      | 영등포구                                 |                                                                                     |
| 여의교 남단 (여의교지하차도)                   | 여의대방로                                                                                          | 서울특별시      | 영등포구                                 |                                                                                     |
| 여의교 남단 (여의교지하차도)                   | 여의대방로                                                                                          | 서울특별시      | 동작구                                   |                                                                                     |
| 여의상류 나들목                                | 올림픽대로 여의동로 노량진로17길                                                                    | 서울특별시      | 한강대교 방면만 노량진로17길 진출입 가능 |                                                                                     |
| (한강철교)                                     | | 서울특별시      |                                          |                                                                                     |
| (이름 없음)                                    | 노량진로23길                                                                                        | 서울특별시      | 한강대교 방면만 진출입 가능              |                                                                                     |
| 한강대교남단 교차로 (노들고가차도)             | 양녕로 현충로                                                                                       | 서울특별시      |                                          |                                                                                     |
| 현충로와 직결                                  | |                 |                                          |                                                                                     |

## 통행료
1967년 9월 10일부터 유료도로로 운영하면서 통행료를 징수했는데 당시 1982년 3월 30일까지 징수하는 것으로 계획되었다. 통행료를 징수하는 요금소 건물은 영등포구 신길동 17번지에 위치했다. 1967년 당시 통행료는 다음과 같았다.
| 구분                           | 통행료 |
| ------------------------------ | ------ |
| 보통차량 (승합, 화물, 승용)    | 30원   |
| 소형차량 (2륜)                 | 10원   |
| 소형차량 (3륜, 경화물, 경승용) | 20원   |
| 특수차량 (특수, 견인)          | 100원  |

## 자동차 전용도로구간
1986년 7월 12일에 노들로 전체 구간이 자동차 전용도로로 지정되었으나, 2014년 12월 26일 양화교(염창 나들목)~양화대교 남단 교차로 구간이 자동차 전용도로에서 지정 해제되고, 2015년 7월 30일에 양화대교 남단 교차로 ~ 한강대교 남단 교차로 구간 역시 자동차 전용도로에서 해제되면서 노들로 전구간이 자동차 전용도로에서 해제되었다.

## 주요 건물 및 시설
- 노량진수산시장 (서울특별시 동작구 노들로 674)